# Felsskulpturen von Dazu

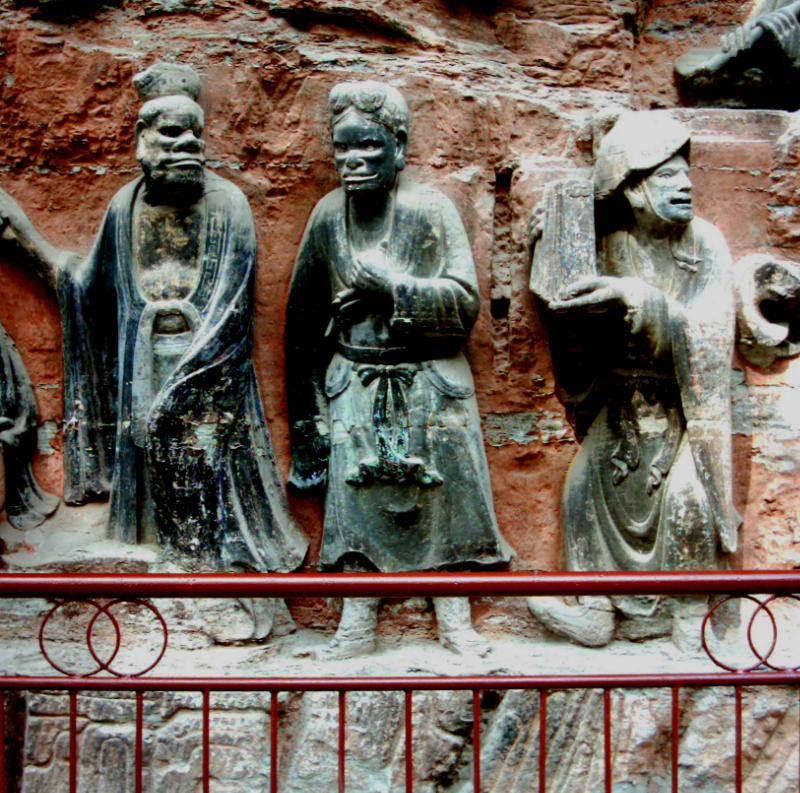
Steinschnitzereien von Dazu

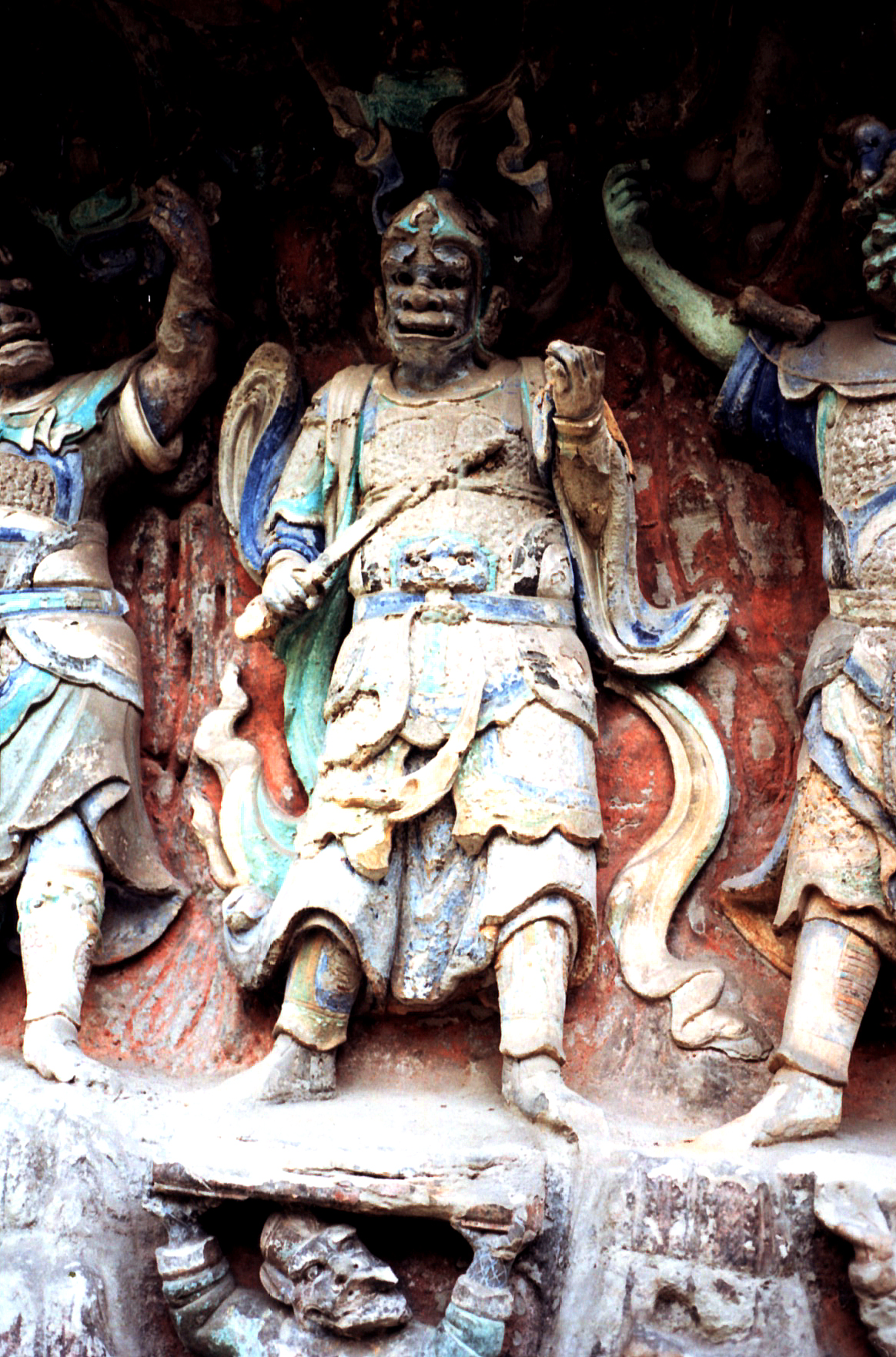

Die Felsskulpturen von Dazu (chinesisch 大足石刻, Pinyin Dàzú Shíkè, englisch Dazu Rock Carvings) sind eine Reihe von bedeutenden religiösen Skulpturen in China, die bis auf das 7. Jahrhundert zurückgehen. Ihre Darstellung ist von buddhistischen, konfuzianischen und daoistischen Gedankenwelten beeinflusst. Auch die tang- und songzeitlichen Höhlentempel werden unter dem Begriff subsumiert.
Die Stätten stehen seit 1999 auf der Liste des UNESCO-Welterbes. Unter dem Begriff der Steinschnitzereien von Dazu werden 75 geschützte Stätten vereint, die schätzungsweise 50.000 Statuen enthalten – wobei sich vollplastische Gestalten mit Halb- oder Flachreliefs abwechseln – mit über 100.000 chinesischen Schriftzeichen von Inschriften und Epigraphen. Die Stätte befindet sich in steilen Hängen des Kreises Dazu (nahe der Stadt Chongqing). Künstlerische Höhepunkte bilden die Steinschnitzereien der Berge Baodingshan und Beishan.
Die frühesten Steinmetzarbeiten wurden 650 in der frühen Tang-Dynastie begonnen, aber die schöpferische Hauptperiode begann im späten 9. Jahrhundert, als Wei Junjing (韦君靖), der Präfekt von Changzhou (昌州), den Weg für die Schnitzereien am Berg Beishan bahnte und seinem Beispiel folgten nach dem Zusammenbruch der Tang-Dynastie Beamte und Angehörige der Oberschicht, Mönche und Nonne und einfache Bürger während der Zeit Fünf Dynastien und Zehn Königreiche (907–65). Im 12. Jahrhundert, während der Song-Dynastie, begann ein buddhistischer Mönch namens Zhao Zhifeng (赵智凤) seine Arbeit an den kunstvollsten Skulpturen und Schnitzereien am Berg Baodingshan, er widmete diesem Projekt 70 Jahre seines Lebens.
Der chinesische Kunsthistoriker Li Fangyin hat sich um die Erforschung der Steinschnitzereien verdient gemacht.
Neben den Bergen Beishan und Baodingshan gibt es noch weitere Stätten, die der folgenden Übersicht zu entnehmen sind.

## Die einzelnen Stätten
- Berg Bei (Bei shan 北山): eine 300 m lange Felswand mit mehr als 10.000 Skulpturen, wovon über die Hälfte Themen aus dem tantrischen Buddhismus darstellt
- Berg Baoding (Baoding shan 宝顶山): hufeisenförmige Stätte am Rande einer Schlucht mit zwei Gruppen von Skulpturen, die als Apotheose der chinesischen Felsschnitzerei betrachtet werden, darunter ist der "Avalokitesvara mit tausend Armen" (Qianshou Guanyin)[3] (in Wirklichkeit sind es 1007) besonders bemerkenswert
- Berg Nan (Nan shan 南山): eine Stätte mit Skulpturen aus dem 12. Jahrhundert, wo hauptsächlich daoistische Themen behandelt werden
- Berg Shizhuan (Shizhuan shan 石篆山): eine Stätte mit Skulpturen vom Ende des 11. Jahrhunderts, die jeweils buddhistische, daoistische und konfuzianische Themen darstellen
- Berg Shimen (Shimen shan 石门山): eine Stätte mit Skulpturen aus der ersten Hälfte des 12. Jahrhunderts, in denen buddhistische und daoistische Themen behandelt werden

Die Steinschnitzereien (Beishan und Baodingshan) stehen seit 1961 auf der Denkmalliste der Volksrepublik China in Chongqing (1-45 bzw. 1-46).

## Galerie

Felsskulpturen von Dazu
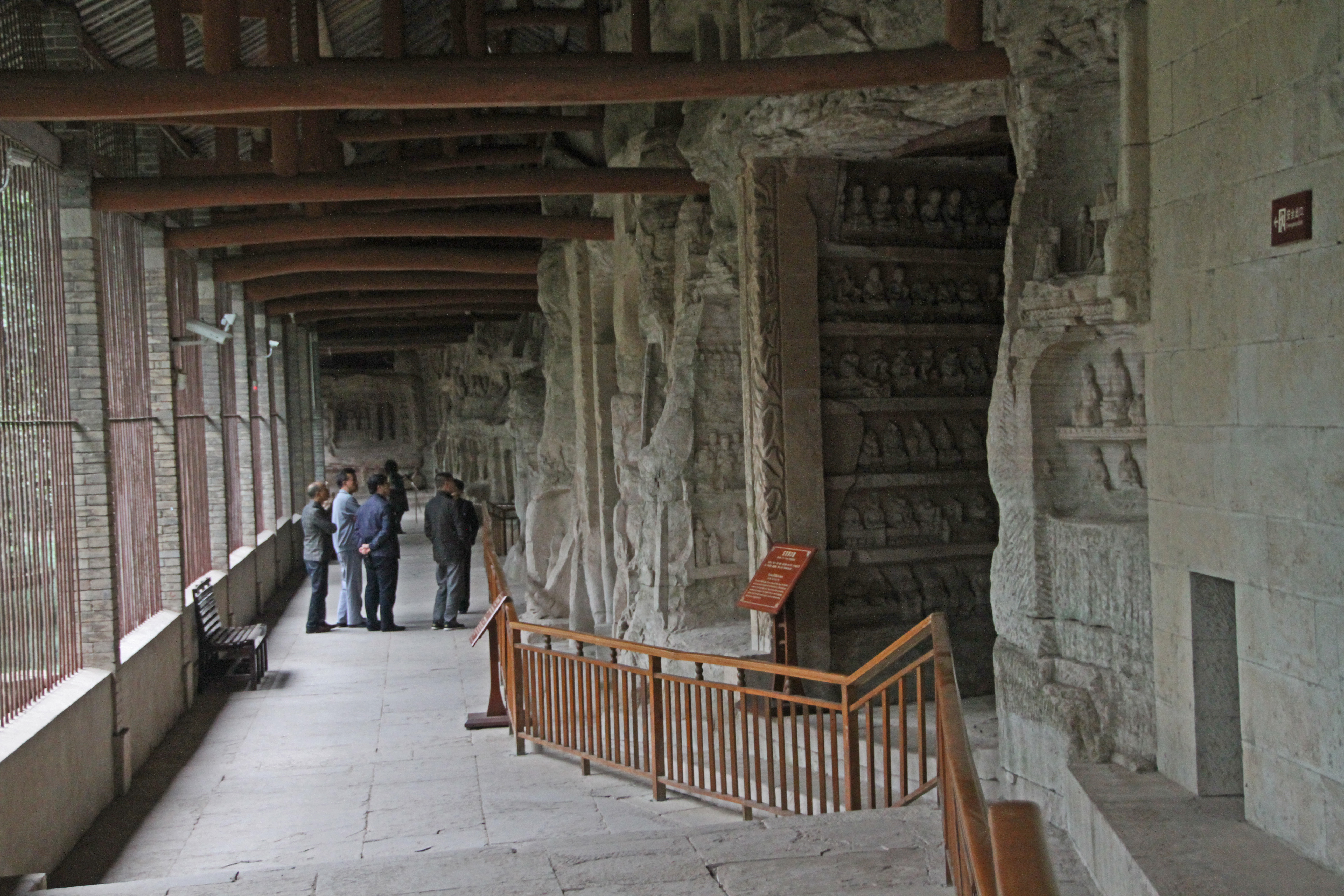
Bei Shan
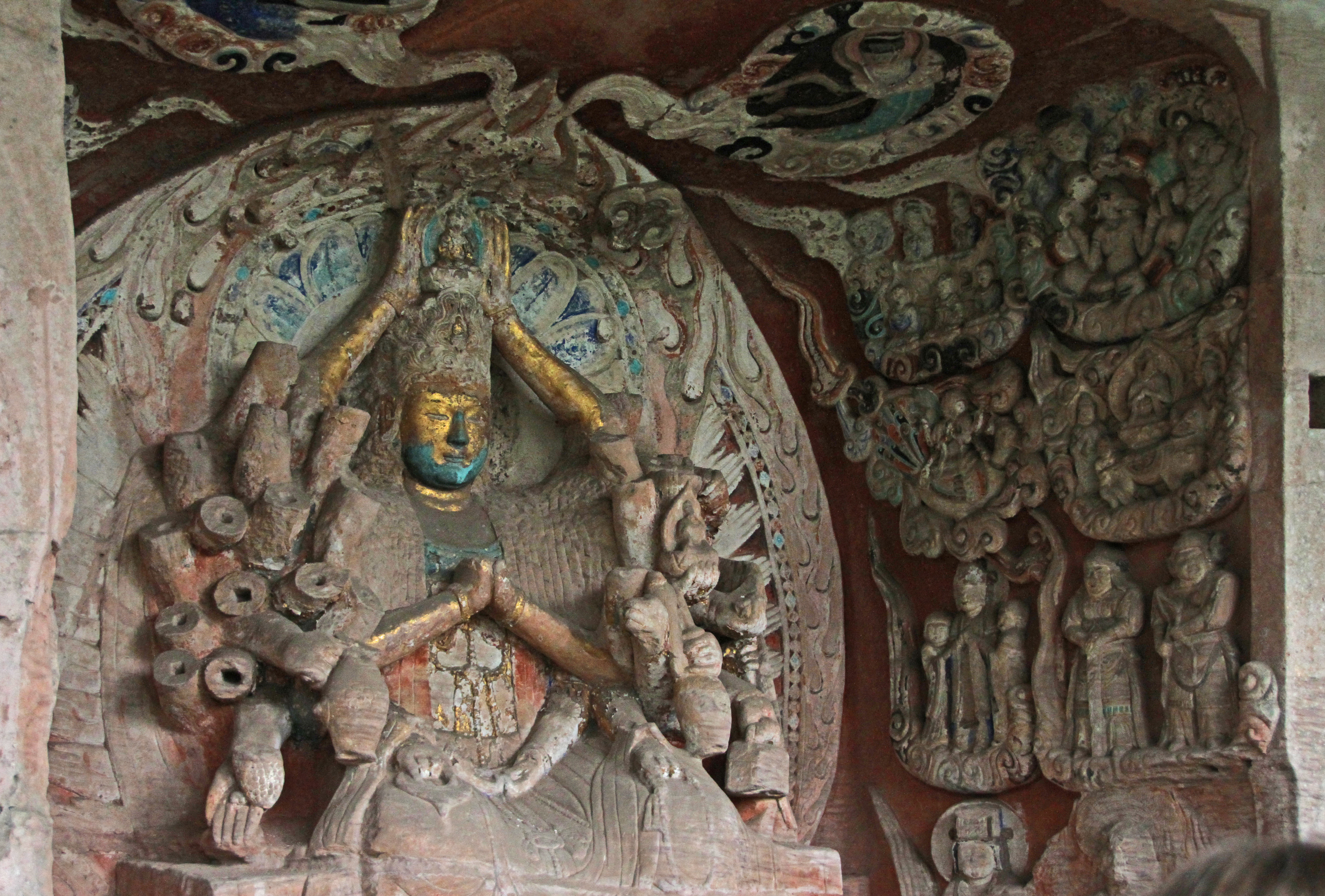
Bei Shan
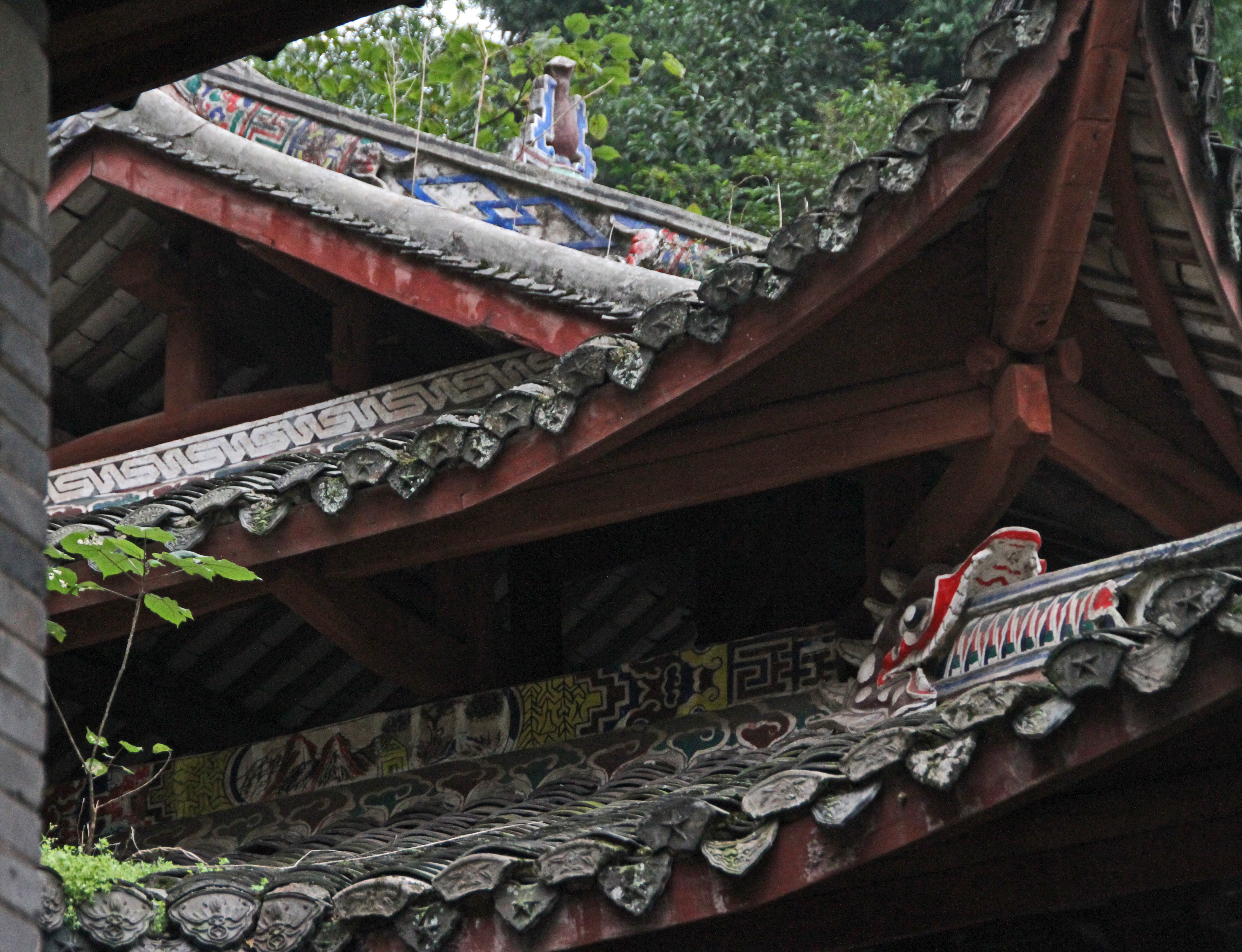
Bei Shan
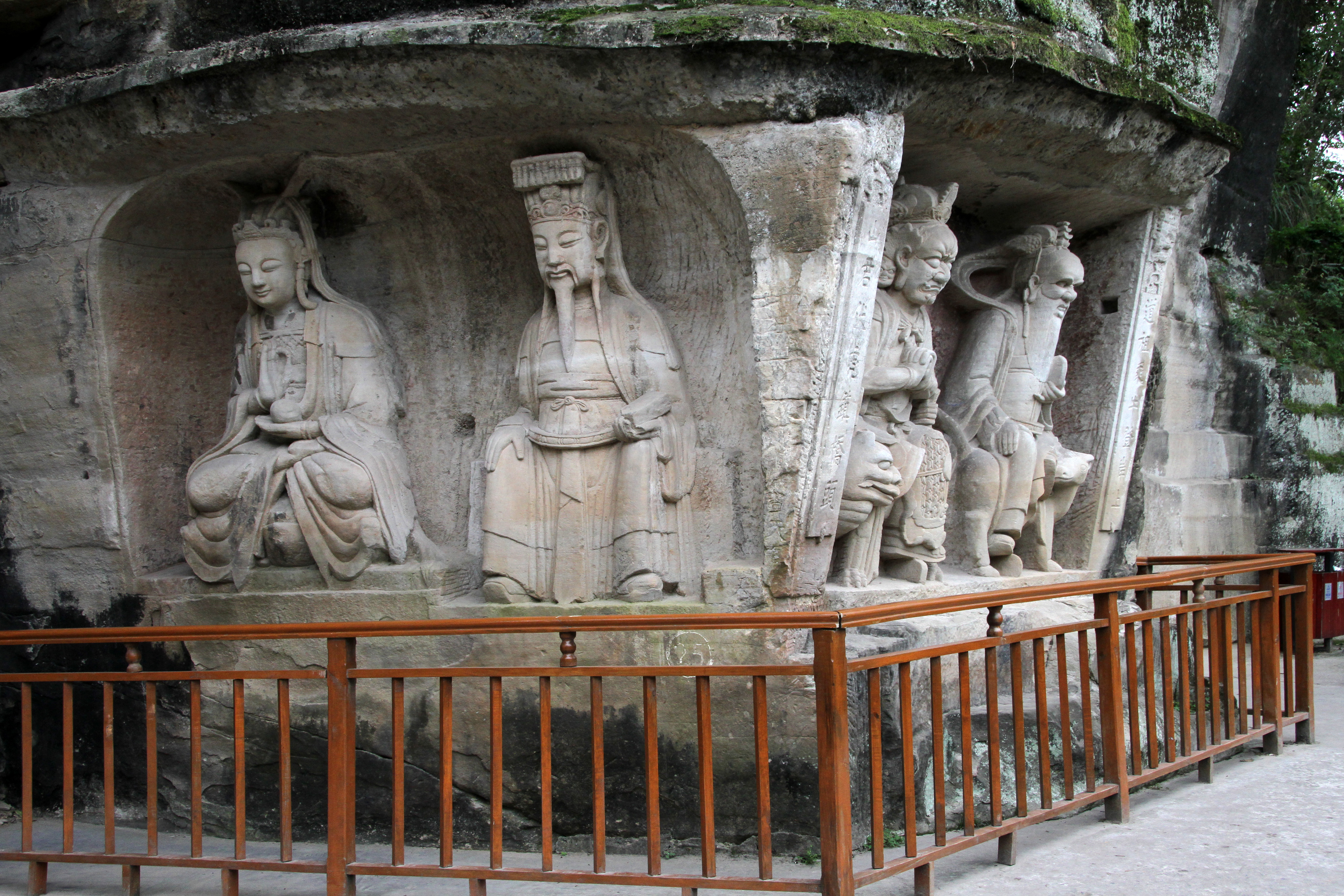
Baoding Shan
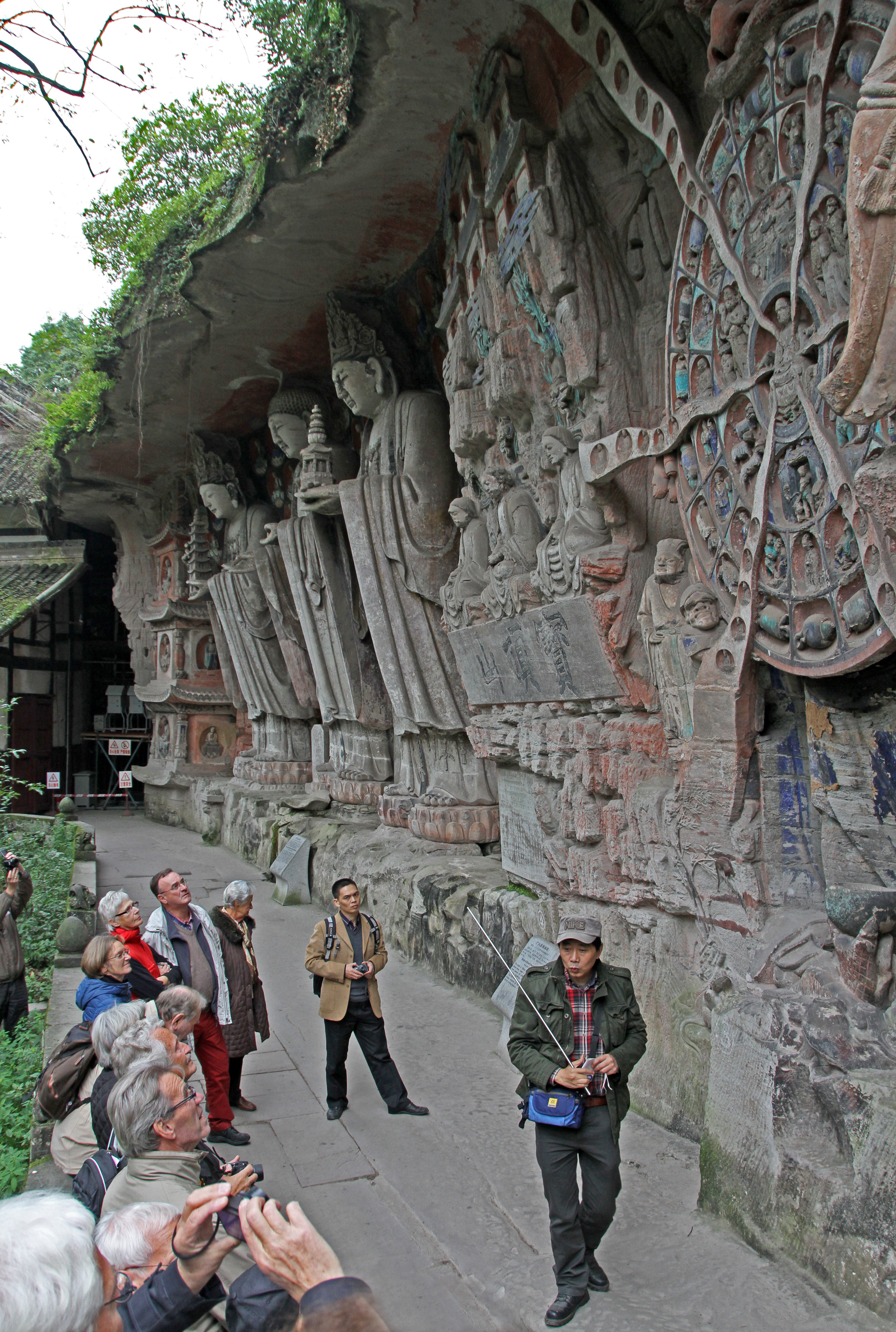
Baoding Shan
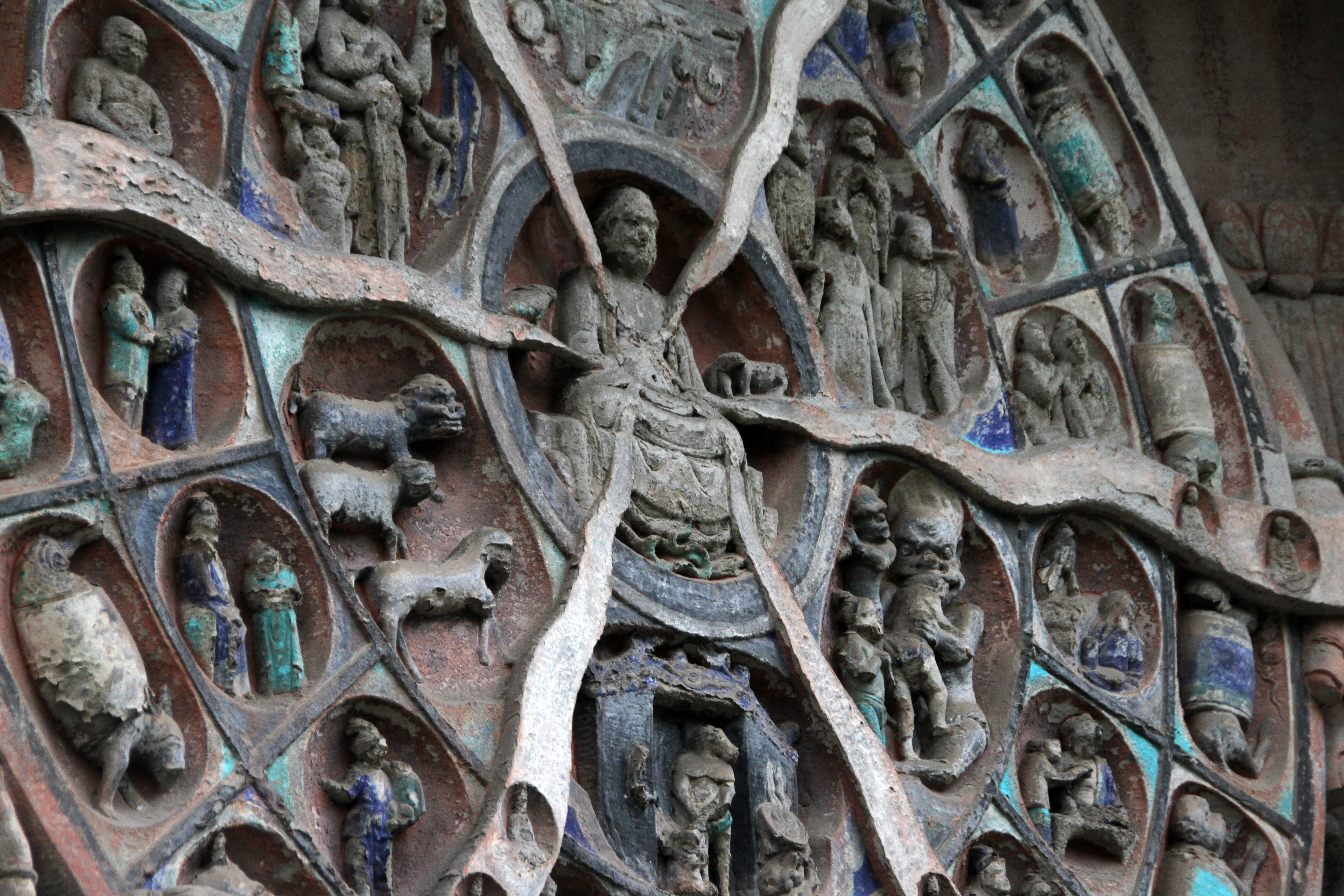
Baoding Shan
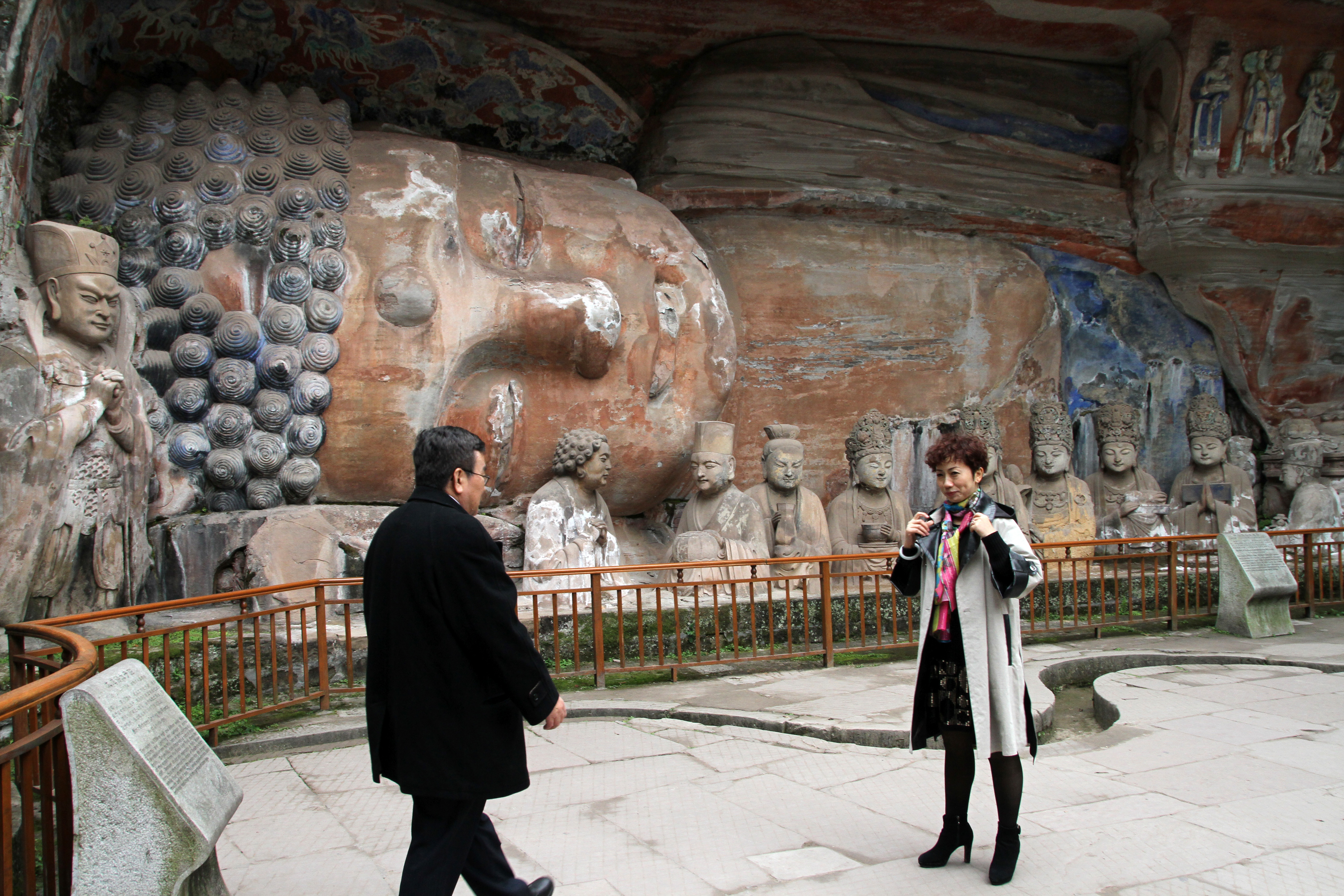
Baoding Shan
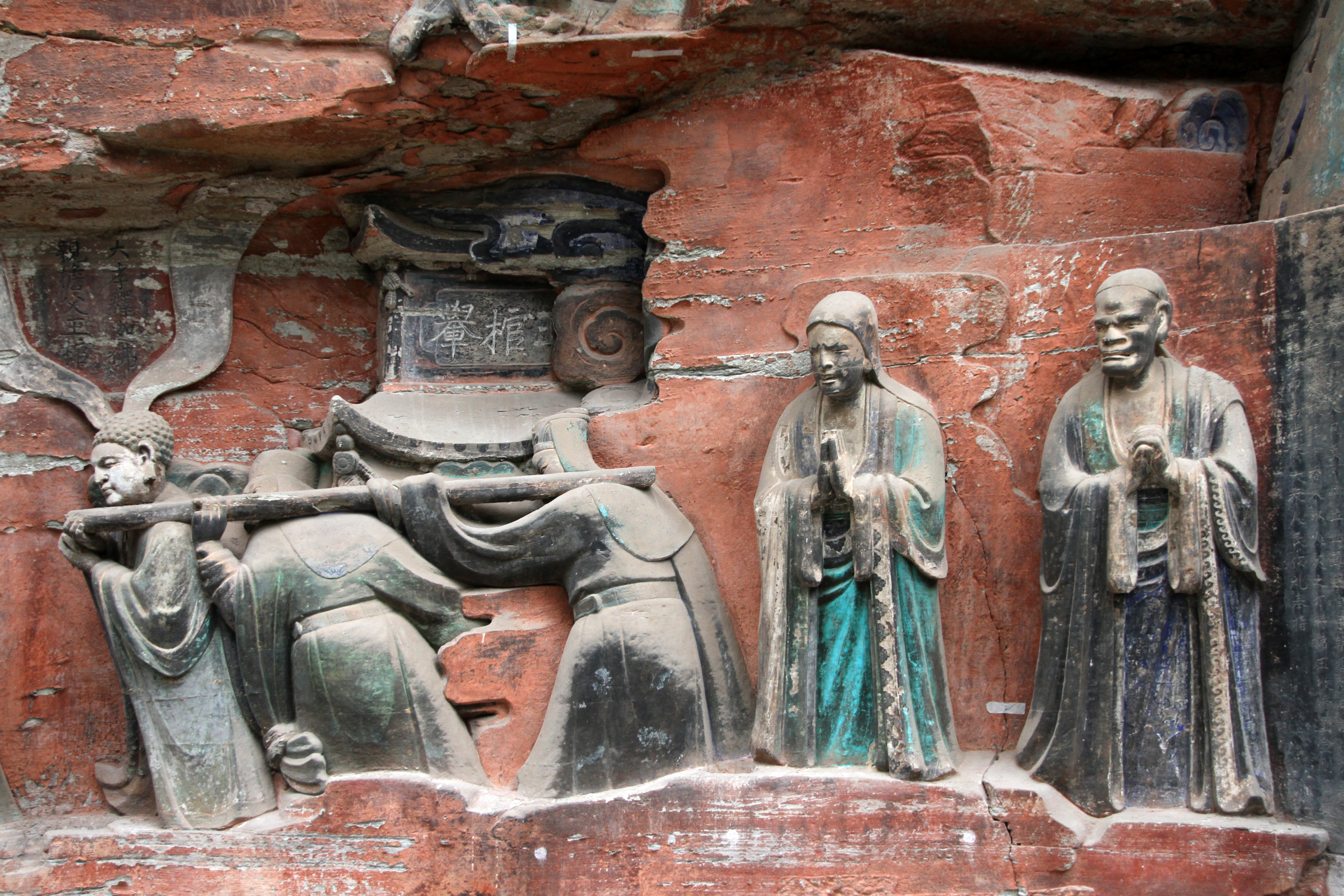
Baoding Shan
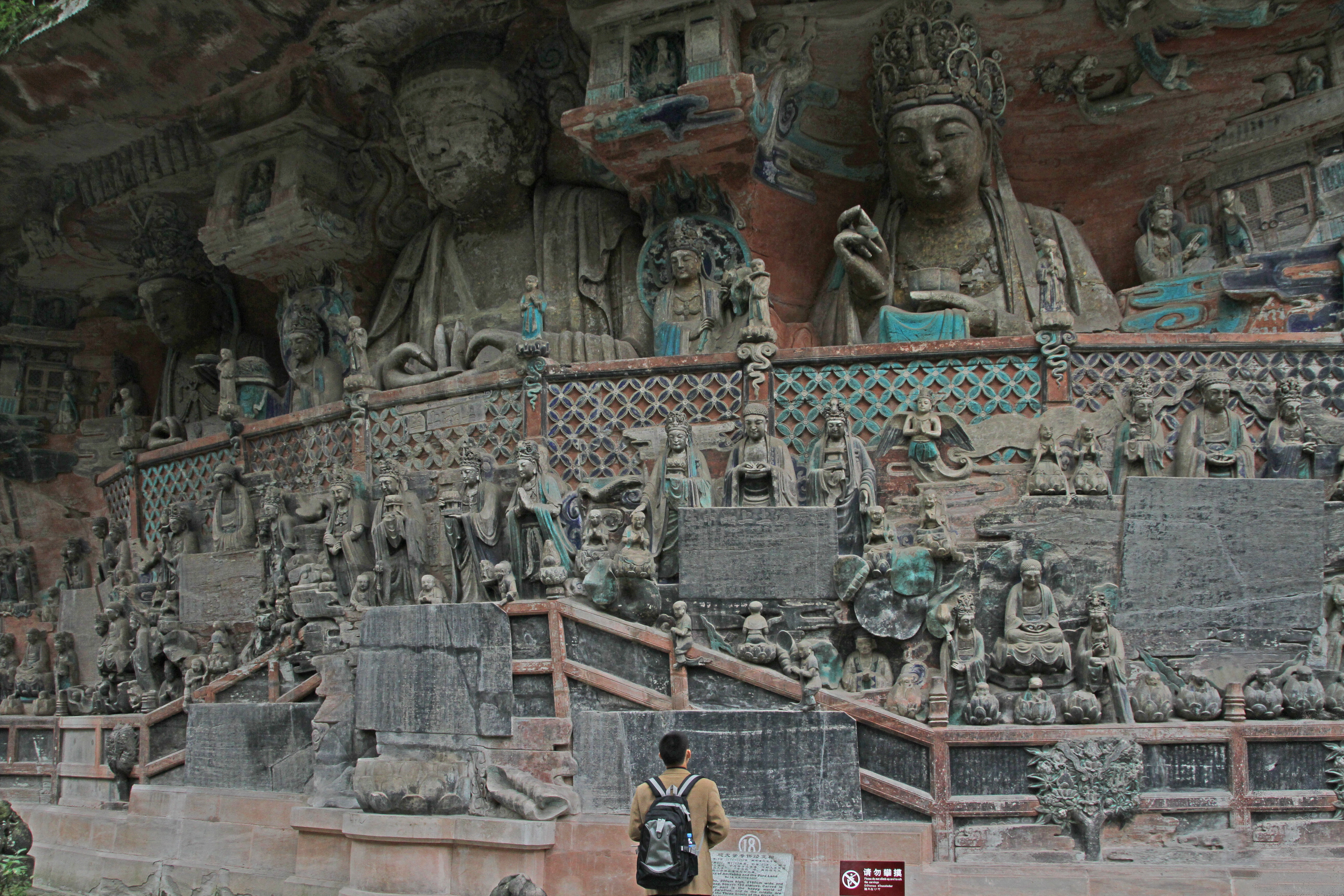
Baoding Shan
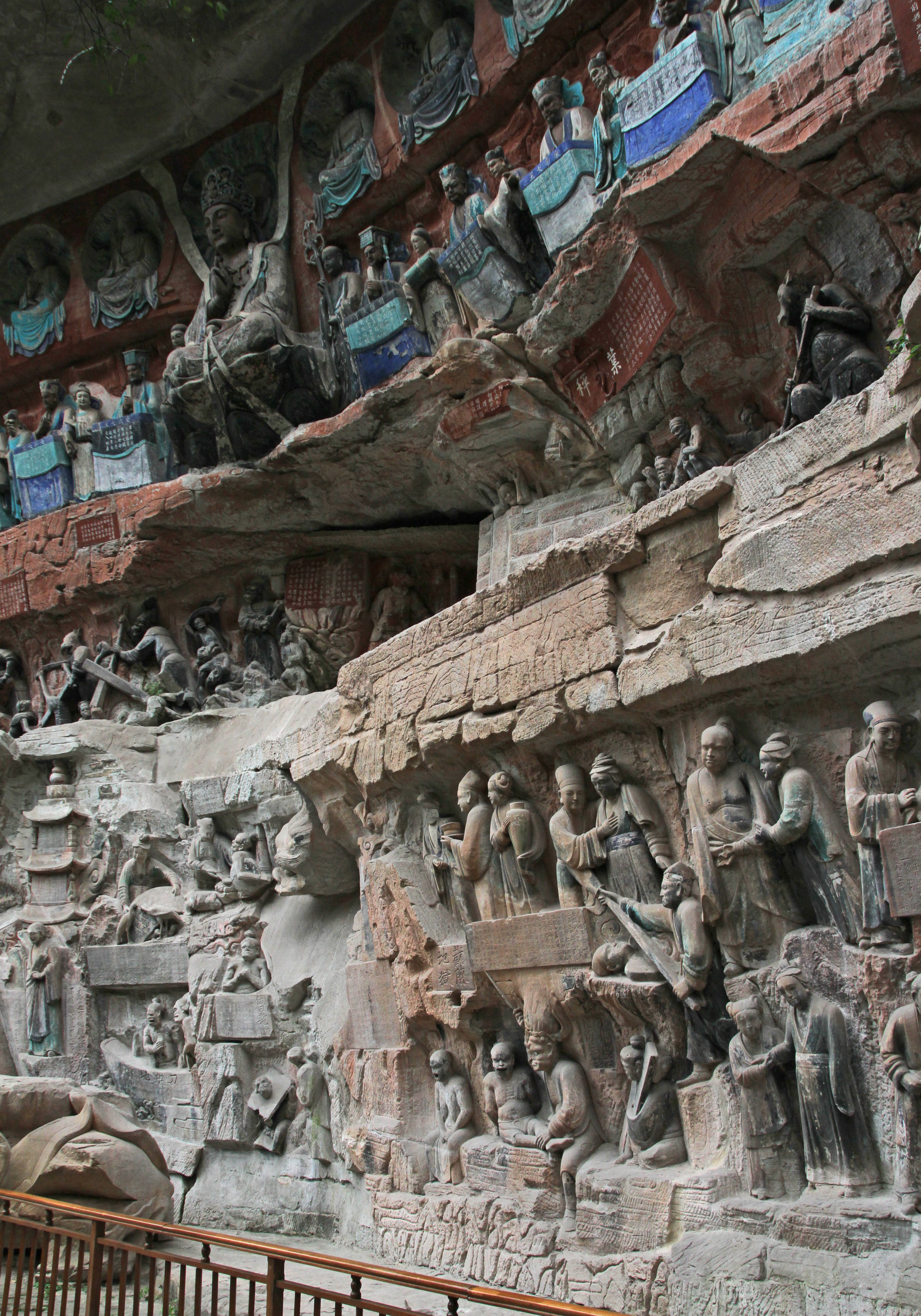
Baoding Shan